# Fred Hough
Frederick Alan Hough (sinh ngày 23 tháng 12 năm 1935) là một cựu cầu thủ bóng đá người Anh thi đấu ở vị trí tiền vệ phải cho Port Vale trong thập niên 1950.

## Sự nghiệp thi đấu
Hough gia nhập Port Vale vào tháng 6 năm 1955 và có màn ra mắt tại Vale Park trong thất bại 1–0 trước Coventry City trong Ngày Tặng quà năm 1957. Ông đá thêm 3 trận nữa ở Third Division South mùa giải này trước khi huấn luyện viên của "Valiants" Norman Low và cho nhanh chuyển nhượng tự do vào tháng 5 năm 1958.

## Thống kê
Nguồn:
| Câu lạc bộ | Mùa giải | Hạng đấu             | Giải vô địch | Giải vô địch | Cúp FA | Cúp FA | Khác | Khác | Tổng | Tổng |
| Câu lạc bộ | Mùa giải | Hạng đấu             | Trận         | Bàn          | Trận   | Bàn    | Trận | Bàn  | Trận | Bàn  |
| ---------- | -------- | -------------------- | ------------ | ------------ | ------ | ------ | ---- | ---- | ---- | ---- |
| Port Vale  | 1957–58  | Third Division South | 4            | 0            | 0      | 0      | 0    | 0    | 4    | 0    |